# Irlanda en los Juegos Olímpicos de Atenas 2004
Irlanda estuvo representada en los Juegos Olímpicos de Atenas 2004 por un total de 46 deportistas que compitieron en 9 deportes.  
El portador de la bandera en la ceremonia de apertura fue el jinete Niall Griffin. El equipo olímpico irlandés no obtuvo ninguna medalla en estos Juegos.